# Isten
Isten – najwyższy bóg pogańskich Węgrów. Stwórca i władca świata, dobry, choć mało aktywny. Zamieszkuje niebo znajdujące się powyżej czubka drzewa będącego osią wszechświata. Można się do niego dostać wspinając się po jego głównym konarze. 
W opowieściach baśniowych wykazuje cechy irańskiego Ahura Mazdy oraz demiurgów znanych u ludów ugrofińskich (fiński Ukko, chantyjsko-mansyjski Numi Tarem) i ałtajskich (Tengri). 